# ميثاق العسر
ميثاق العسر باحث عراقي، متخصص في نقد التراث الإسلامي والشيعي بشكل دقيق.

## النشأة والدراسة
درسالابتدائية والمتوسطة والثانوية في مدينته سوق الشيوخ، ثم جمع بين الدراستين الاكاديمية والدينية، حيث درس العلوم الشرعية في الحوزة العلمية في قم بايران وأكمل مرحلة السطوح (مايعادل الماجستير) في العام 1995. وحصل أيضاً على البكالوريوس، ثم الماجستير في الاجتماع السياسي من الجامعة العالمية الإسلامية في لندن في العام 2002، وكان عنوان رسالته المطبوعة في كتاب«النظام السياسي الإسلامي الحديث وخيارات الديمقراطية والثيوقراطية والشورى». وحصل من الجامعة نفسها على الدكتوراه في القانون الدستوري، وعنوان اطروحته «التقنين الدستوري للفقه السياسي الإسلامي»؛ وهي إضافة علمية مهمة للمكتبة القانونية والفقهية العربية والإسلامية.

## الكتابات والمؤلفات
كتب (حتى العام 2018) أكثر من (400) مقالاً ودراسة نشرت في مختلف الدوريات العربية، كما طبع له أربعة عشر كتاباً من تأليفه، وعشرة كتب من إعداده وتحريره، وأربعة عشر كتاباً شارك في تأليفه، وكتاباً مترجماً ورواية واحدة.
وأهم عناوين هذه الكتب:
- كربلاء بنظرة لا مذهبية-الجزء-الأول.
- كربلاء بنظرة لا مذهبية-الجزء-الثاني.
- القرآن البعدي؛ بحوث تنويرية جادة.
- العقل العملي في أصول الفقه؛ جذوره الكلامية والفلسفية[3]

## وصلات خارجية
الموقع الرسمي للدكتور ميثاق العسر